# Battery: A tribute to Rammstein
Battery: A tribute to Rammstein es un álbum de recopilación de versiones de la banda alemana Rammstein interpretadas por otros artistas. Contiene 11 canciones de los álbumes Herzeleid, Sehnsucht y Mutter, y participan 7 artistas diferentes. Este es el contenido:

## Canciones
1. Du hast - C. Meyer
2. Zwitter - Delusion
3. Wollt ihr das Bett in Flammen sehen? - Locomotive
4. Bück dich - Colp
5. Klavier - Ebola Joy
6. Asche zu Asche - C. Meyer
7. Heirate mich - Floodland
8. Links 2 3 4 - D.O.
9. Mutter - C. Meyer
10. Das alte Leid - C. Meyer
11. Seemann - Floodland

- Datos: Q5723614